# Seleuco I Nicátor
Seleuco I Nicátor (em grego clássico: Σέλευκος Νικάτωρ; romaniz.: Séleukos Nikátor) (358 - 281 a.C.), foi um oficial Macedônio do exército de Alexandre, o Grande. Um dos Diádocos, sucessores de Alexandre, e também um grande personagem na história oriental que ganhou relevância após a morte do rei macedônio. Quando tomou posição de líder de seu império, Seleuco e seus militares insurgiram-se na Ásia Superior onde concretizaram a fundação do Império Selêucida e, neste levante, o império de Seleuco reconfigurou de forma grandiosa a territorialidade geopolítica daquele âmbito social. Arquitetando novas curvas e delimitando fronteiras entre as terras daquela localidade. O Império Selêucida  um dos maiores grupos militares da história oriental. Seleuco foi influente com a propagação de seu império nas terras da Anatólia, ou como conhecemos, Ásia Menor (Síria, Iraque, Irã, Afeganistão). Entre as terras em que seu império foi invadindo, está o que conhecemos hoje como Turquia, Paquistão, Líbano, Israel, entre outras cidades. Desta maneira, Seleuco, tornar-se-ia um personagem mais que fundamental, não sendo apenas um General, mas um grande Imperador que contribuiria tanto com o crescimento de sua nação quanto para a propagação de suas ambições. Aquele que, por conseguinte, continuaria a propagar a ideologia de seu antigo líder. Estruturando, assim, uma nova política através daquilo que foi o seu antigo império e do aprendizado que obteve com Alexandre, o Grande.

## Família
Seleuco é oriundo da cidade de Europo (do grego Εὐρωπός). Europo era uma grande cidade da região da Antiga Macedônia. Apesar de sabermos que a cidade se localizava no Oriente, a precisão necessária para se afirmar em qual cidade, pelo menos dos dias de hoje, Europo se localizaria, ainda é discutida entre especialistas de nossa era. Filho de Antíoco e Laódice. Seleuco era filho único. Seu pai foi um grande general, que se consagrou no império de Filipe II da Macedônia. A importância de Antíoco junto ao império de Filipe II consiste no fato de que a sua participação nas batalhas junto ao exército de Filipe II, resultaram no surgimento de quatro cidades: Antioquia, Selêucia, Apameia e Laodiceia. Seleuco era casado com Apama com a qual teve três filhos: Apama, Laódice e Antíoco I Sóter. Mais tarde, após a morte de Apama, Seleuco conheceu Estratonice, com quem teve uma filha: Fila.

## Juventude e mito
Há controvérsias sobre o nascimento de Seleuco. Aparentemente o mito de nascimento de Seleuco pode ter sido um jogo de propaganda de seu próprio governo. Seu mito de nascimento consiste em um sonho no qual Laódice se depara com Apolo. Neste sonho, Apolo manipula Laódice fazendo-a acreditar que ele era a centelha divina responsável pelo nascimento de Seleuco. Por este motivo, Laódice descarta qualquer chance de vínculo de Seleuco com Antíoco, tendo certeza, assim, de que Seleuco era um semideus, oriundo de Apolo. Como símbolo de seu parentesco real com Apolo, Seleuco tinha em sua coxa uma marca de nascimento na forma de uma âncora. Este mito esclarece um pouco o motivo de os Selêucidas usarem a âncora como um símbolo dinástico, por exemplo, em marcações talhadas nos versos de moedas e por que Apolo era a divindade tutelar da família Selêucida. Também não há dúvidas de que Seleuco, ainda adolescente, serviu como pajem real na corte de Filipe II, tendo recebido treinamento militar e educação, junto com o filho de Felipe II, Alexandre, o Grande, que tinha quase a mesma idade que ele (Seleuco).

## Seleuco o rei
A ascensão de Seleuco ao poder foi um dos mais importantes acontecimentos do período após a morte de Alexandre, o Grande. Tendo sido afastado da Satrapia da Babilônia que lhe havia sido dada para controlar em 316 a.C. por Nicanor, general de Antígono Monoftalmo. Quatro anos depois foi capaz não só de retomar a Babilônia com uma pequena força militar, mas em 305 a.C. havia invadido o vale do Rio Indo o e posto quase todas as satrapias do império oriental sobre seu domínio. No decurso de sua campanha militar para a porção mais oriental do império alexandrino, Seleuco atravessa o rio Indo e entra em guerra com o rei Chandragupta Máuria, do Império Máuria, manobra que se torna um fracasso e, em 305 a.C., os dois líderes acordam um tratado de paz em que Chandragupta cede 500 elefantes de combate a Seleuco, que teriam grande importância militar na Batalha de Ipso, e Seleuco cede grande porção territorial que margeava o Indo, segundo Estrabãoao rei Chandragupta. O reino de Seleuco em sua máxima extensão, tinha por volta 3 750 000 quilômetros quadrados, e uma população de 15 milhões de pessoas. Dado que os imigrantes gregos compunham no máximo 10 % da população, tanto Seleuco quanto os outros Diádocos procuravam fazer alianças com as classes privilegiadas dessas regiões, como mercadores e grandes proprietários além de sacerdotes, que mantinham volumosos tesouros e prestigio religioso tornando-se figuras principais para manter a autoridade real e evitar descontentamentos e rebeliões nas populações não helênicas.

### Batalha de Ipso
A Batalha de Ipso foi um conflito entre alguns dos Diádocos, generais e comandantes das regiões administrativas do império de Alexandre, o Grande, ocorrido em 301 a.C., perto da cidade de mesmo nome, na Frígia. Antígono Monoftalmo e seu filho Demétrio I da Macedônia lutaram contra a coalizão de três outros Diádocos generais de Alexandre, o Grande: Cassandro da Macedônia, Lisímaco, governante da Trácia; Seleuco I Nicátor, governante da Babilônia e Pérsia e Ptolomeu governante do Egito. Lisímaco comandou as forças da coalizão e, em 302 a.C., em uma manobra conjunta com Prepelau, general de Cassandro, invade a Ásia Menor em direção à Frígia Helespontina, enquanto que Prepelau dirige um exército pela costa em direção ao sul com o objetivo de cooptar a aliança das cidades da Ásia Menor antes que Antígono pudesse fazer-lhes frente. Aos seus 80 anos de idade e envolvido com o empreendimento de realizar jogos olímpicos em Antígona para afirmar ser a capital de seu reino uma cidade grega a ser reconhecida, Antígono tem que cancelar os jogos a pena de imensa perda de recursos. Sabendo, Prepelau e Lisímaco, de serem incapazes de derrotar Antígono sozinhos em campo aberto e para afastá-lo da Capadócia, onde sabe-se que Seleuco chegaria com suas tropas, recuam para o norte e constroem fortalezas com paliçadas defensivas em Dorileu até a chegada do inverno, quando Antígono recua até Celina e Propelau e Lisímaco estabelecem-se nas planícies de Heracleia Pôntica. Lisímaco anexa a cidade de Heracleia a seus domínios casando-se com a governante de então, Amástis. Antígono tenta conseguir Cassandro como aliado através de seu filho Demétrio. Após este deixar sua corte, Cassandro invade a Tessália e envia um contingente de tropas sob seu irmão Plistarco, para juntar-se a Lisímaco e Prepelau, do qual apenas um terço sobrevive e realiza o encontro. Enquanto isso, Demétrio invade a cidade de Éfeso e movimentando-se através da costa da Ásia Menor em direção ao norte, retoma todos os ganhos de Prepelau. Antígono tenta, em vão, mandar tropas para Babilônia pela Síria para conter a investida de Seleuco. Ptolomeu então aproveita esse recuo das guarnições sírias de Antígono para invadir as cidades fenícias de Sidom e Tiro. Por fim, os exércitos se encontram perto da cidade de Ipso, uma das batalhas mais cruciais da guerra dos sucessores de Alexandre, o Grande, onde cerca de 80 mil combatentes tomaram parte de cada lado. Em uma vitória da aliança contra Antígono e Demétrio, é dito que a cavalaria de Demétrio teria se afastado demais do centro do exército ao perseguir uma guarnição inimiga, impossibilitando-se de voltar pelo bloqueio formado pelos elefantes de Seleuco, de modo que seu pai, Antígono, teria ficado sem apoio da cavalaria, e Demétrio amargamente abandonado o campo de batalha.
A Batalha terminou com a vitória dos Diádocos aliados: Cassandro, Lisímaco e Seleuco. A morte de Antígono e a desintegração do exército de Demétrio. Foi a última chance de se reunir o Império Alexandrino. Antígono tinha sido o único general capaz de vencer consistentemente outros sucessores. Sem ele, que morreu na batalha, o império começou a se dissolver. As regiões foram divididas entre os vitoriosos, com Ptolomeu ganhando o Egito; Seleuco, a maior parte das terras de Antígono a leste da Ásia Menor e Lisímaco recebendo o restante da Ásia Menor, como a Trácia e ainda a Macedônia.

### Após Ipso
Após a batalha de Ipso, inicia-se e realiza-se a partilha dos territórios e espólios do reino de Antígono. Lisímaco, que havia sido o líder da coalizão, fica com a maior parte dos territórios, recebendo um pedaço da Ásia menor que se estendia até o rio Hális, além da Trácia que compunha quase o mesmo território que Antígono comandava antes de sua expansão à oeste, em 318 a.C. Sem falar nas muitas cidades que se aproveitaram da guerra entre os sucessores para firmar sua independência, e no período da partilha não terem sido de fato subjugadas, como a cidade de Heracleia e Bitínia e Ponto que se tornaram reinos até 74 e 63 a.C., respectivamente.
Cassandro, apesar de não receber nada da partilha por não haver tomado iniciativa militar no confronto, preocupa-se em tomar a parte da Grécia que Demétrio havia tomado em 307 a.C., quando havia expulsado o governante de Atenas, Demétrio de Faleros, e havia deixado desguarnecida para ajudar seu pai Antíoco na batalha de Ipso e contenta-se com o reconhecimento do seu domínio da Macedônia pelos outros Diádocos depois da eliminação dos remanescentes da dinastia argéada. Da mesma forma, Ptolomeu não reivindica nenhum ganho territorial, em troca do esquecimento das beligerâncias e reconhecimento da tomada das cidades-porto fenícias dos outros sucessores. Ao irmão de Cassandro, Plistarco, fora dada a Cilícia, sob seu mando pessoal. Seleuco integrou o restante da Mesopotâmia e a Síria a seu enorme domínio, tendo ganho a porção mediterrânea do território Sírio, sob mando de Antíoco, que era importante região comercial e tinha população numerosa.
Após a derrota na Batalha de Ipso, Demétrio havia recuado com suas tropas, que eram compostas majoritariamente pela cavalaria, para uma fortaleza que havia construído em Éfeso, de onde partiu com sua marinha para tomar o Chipre e várias ilhas estratégicas do Egeu, como a Eubeia, auferindo grande quantia de recursos pela pirataria e impondo-se como força importante no Egeu. Demétrio tenta retomar Atenas que era a capital de seu antigo território, e os Atenienses expulsam sua esposa Deidameia e seu filho, Antígono Gônatas, passando de uma atitude de beligerância para neutralidade quando faz um pacto com os Atenienses, em 300 a.C., requisitando alguns navios de guerra ancorados em Atenas em troca da paz.

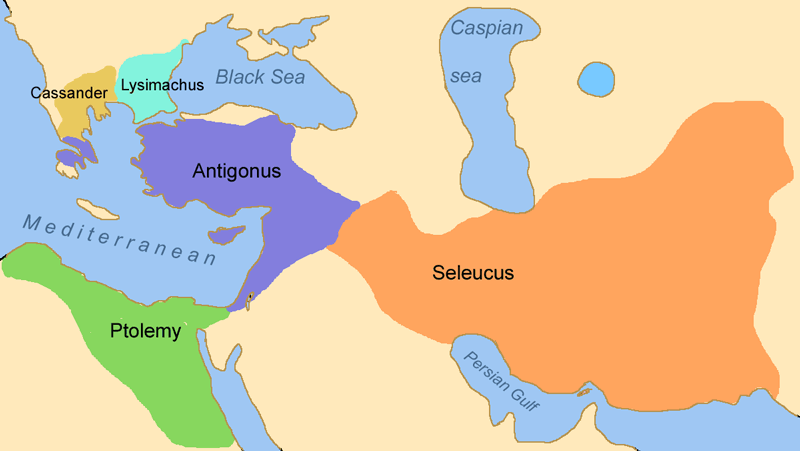
Reinos de Antígono, Seleuco,, Cassandro e Lisímaco

Por volta de 300 ou 299 a.C., Ptolomeu, temendo a tomada das possessões fenícias por Seleuco, faz um pacto com Lisímaco, dando-lhe sua filha Arsínoe como esposa. Pois queria derrotar a armada de Demétrio e conquistar as cidades do Egeu, a fim de dominá-las. Seleuco tornar-se-ia isolado e ladeado por inimigos, recorrendo, por fim a ajuda de seu antigo inimigo Demétrio e tomando sua filha Estratonice como esposa e realizando o casamento em um grande navio construído por Demétrio, para consolidar o pacto de sua marinha com o império Selêucida em Rosso, em 298 a.C.
Demétrio toma a Cilícia de Plistarco, irmão de Lisímaco, e utiliza-a como quartel general entre 298 e 296 a.C., provocando a desconfiança de Seleuco com sua expansão no Egeu que, tendo-se arrependido pela aliança com Demétrio, une-se com Lisímaco e expulsa as forças de Demétrio da Cilícia, que acaba recuando para o Chipre. Lisímaco concede a seu irmão Plistarco uma pequena fração territorial no oeste da Cária.
Em 297 a.C., após um período de conturbadas guerras civis, a cidade de Atenas é tomada por uma fração pró-macedônia, liderada por Lacares, que forma no porto de Pireu um enclave democrático. Em 296 a.C., Cassandro morre de tuberculose na Macedônia. Havia assim, sucedido, em eliminar seus potenciais rivais ao trono e manter as fronteiras macedônicas em paz por 20 anos, seu filho mais velho Filipe IV, que havia sucedido seu pai também vem a falecer de tuberculose quatro meses mais tarde. Os filhos adolescentes de Cassandro, Antípatro e Alexandro V, dividem a Macedônia em duas regiões administrativas, predispondo-a a enorme instabilidade e deixando o terreno fértil para guerra civil. Demétrio, aproveitando-se da instabilidade existente em 295 a.C. alia-se com inimigos de Lacares e entre na cidade de Atenas construindo fortes e favorecendo a população faminta com um fornecimento de grãos. Após a tomada de Atenas, Demétrio deixa seu filho, Antígono Gônatas, a cargo da cidade, e toma partido a favor do irmão de Antípatro e Alexandre IV, temendo uma guerra com Antípatro, alia-se ao rei de Epiro, Pirro, que fornece suporte militar a Alexandre, a custo de cidades Macedônicas importantes que ladeavam o território do Epiro. Com a chegada de Demétrio, a corte de Alexandre IV, o adolescente afirma não precisar mais da ajuda de Demétrio e é assassinado por ele. Antípatro foge para Trácia junto de Lisímaco e também é assassinado por ele. Por fim o balanço do poder na Grécia estabelece-se entre Lisímaco e Demétrio.
Em 292 a.C., Lisímaco envolve-se em guerra com o rei dos Getas, Dromiquetes, e acaba sendo aprisionado por ele em sua corte, liberado a custo de casar sua filha com Dromiquetes e ceder pedaço da Trácia ao rei Geta. Demétrio aproveita para tentar tomar as posses de Lisímaco na Trácia, mas uma investida de Ptolomeu e Pirro faz com que Demétrio tenha que voltar para a Grécia. Pirro recua taticamente e, em 290 a.C., inflige uma séria derrota em Demétrio, na Etólia. Demétrio casa com Lanassa, ex-esposa de Lisímaco, e entrega-lhe a cidade de Corfu, da qual era governante. Em 288 a.C., Pirro tenta uma ofensiva ao reino da Macedônia, mas Demétrio mesmo doente consegue fazer-lhe frente. Por fim, Pirro e Demétrio estabelecem um mútuo respeito e a situação se estabiliza naquela região.
Em 288 a.C., diante das ambições insanas de Demétrio, uma nova coalizão se forma entre Ptolomeu, Pirro, Seleuco e Lisímaco. Enquanto o almirante de Ptolomeu atacava as cidades do sul da Grécia, Lisímaco e Pirro atacam a Macedônia respectivamente pelo Oeste e pelo Leste, Demétrio envia seu filho Antígono Gônatas, para fazer frente as tropas do almirante de Ptolomeu, enquanto ele reúne suas tropas e vai ao encontro de Lisímaco, sem saber da manobra de Pirro, em direção a sua retaguarda, de modo que Demétrio foge para Cassandreia e a Macedônia é dividida novamente em duas partes: na porção ocidental reinando Pirro e na parte oriental, Lisímaco.
Demétrio recua com seu filho Antígono Gônatas para Corinto, onde restabelece um exército e dirige-se novamente para Atenas, que havia rebelado contra seu domínio em 296 a.C., após sua expulsão por Pirro. Demétrio entra em acordo com Pirro e estabelece fortalezas em Pireus e outros pontos da Grécia Ocidental. Atenas mantém sua independência. Em 285 a.C., Demétrio começa uma campanha na Ásia Menor, para tomar as dependências de Lisímaco, conquistando primeiro Éfeso, e depois os reis da Lídia e da Cária entregam seus territórios à Demétrio. Apesar do êxito inicial, o filho de Lisímaco, Agátocles, procura conduzi-lo para dentro do território da Ásia Menor, afim de contar suas linhas de fornecimento pelo mar e retomar as cidades de Mileto e Sárdis que Demétrio havia tomado de Lisímaco, fato que provoca a deserção constante de seus mercenários. Perseguido por Agátocles, em 284 a.C. ele atravessa as montes Tauro na Cilicia e arma guerrilhas contra Seleuco, que esperando abaixar mais a moral dos soldados de Demétrio, retira o capacete a anda em direção ao acampamento de Demétrio para pedir sua rendição. Demétrio é preso em Apameia, sendo que seu filho Antígono Gônatas, peticiona sua remoção. No ano de 282 a.C., Demétrio abdica em favor de seu filho e morre vítima da doença.
Entre um dos grandes problemas para consolidação do poder de Lisímaco na Macedônia, era o poder de Seutis III, do reino de Odrísia que ostentava uma pujante capital cidadela Seutópolis, com o qual manteve uma relação de neutralidade a muito custo. Além das invasões barbaras dos gauleses, do reino dos Getas, e do domínio de Epiro da porção ocidental da macedônia. Para manter soberania sobre os territórios conquistados, Lisímaco agrupa as cidades da Ásia Menor sobre seu domínio em ligas. Em 284 a.C. ele retoma o controle de Heracleia Pôntica, e Palagônia. Com seus dois grandes inimigos, Seleuco e Ptolomeu em relação de neutralidade devido ao fato de que Ptolomeu temia perder Lisímaco como possível aliado em uma guerra contra Seleuco, Lisímaco avança para tomar a parte ocidental da Macedônia que era dominada por Pirro, aliando-se aos Etólios, antigos aliados de Pirro e Ptolomeu e denominando-se sucessor de Alexandre o Grande alega aos atenienses o caráter estrangeiro do governo de Pirro, expondo-o como usurpador. Em um ato de desespero, Pirro se alia a seu antigo inimigo Antígono Gônatas, que após a morte de seu pai, mantinha-se com um pequeno contingente mercenário que é enviado a Pirro para tentar confrontar Lisímaco, em 284 a.C. A maioria dos mercenários abandona o exército em favor de Lisímaco que, em 288 a.C., consolida seu domínio da parte ocidental da Grécia.
No ano 300 a.C., Ptolomeu I havia dado sua filha Arsínoe em casamento à Lisímaco, e em 293 a.C., ele dera sua filha Lisandra em casamento à Agátocles, filho de Lisímaco. Arsínoe era filha da segunda mulher e preferida de Ptolomeu. Por volta de 285 a.C., a fação de Eunice havia sido derrotada na corte de Ptolomeu. Pelo fato de que Agátocles, situado na Ásia Menor, cooptava a atenção e a riquezas das cidades gregas e, pela escolha de Lisímaco como sucessores, os filhos de Berenice, Lisímaco invade a Ásia Menor utilizando como assassino de seu filho Agátocles, Ptolomeu Cerauno, filho de Eurídice, que convivia na corte de Lisímaco por ter sido detratado da sucessão egípcia. O ato de Lisímaco na Ásia Menor provocou descontentamento da população, que naquele período apoiava Agátocles, de forma que teve que sufocar rebeliões, medidas que o tornaram extremamente impopular.
Ptolomeu Cerauno foge para corte de Seleuco e, no ano de 282 a.C., Seleuco estabelece suas tropas próximo a Ásia Menor na cidade de Apameia, procurando aliados nas cidades gregas contra Lisímaco. Ptolomeu II, aliado de Lisímaco, não ataca Seleuco, pensando que assim daria conta de seu meio-irmão que visava ao trono. Lisímaco decide esperar por Seleuco nas planícies do oeste da Ásia Menor, na tentativa de apaziguar a fúria das cidades gregas da daquela região contra seu domínio, mas seu exército havia desertado em massa por causa de sua impopularidade e passando para o lado de Seleuco. Em fevereiro de 281 a.C., foi decidida a sorte de Lisímaco na Batalha de Corupêndio, próximo a cidade de Sárdis, com a vitória completa de Seleuco e a morte de Lisímaco em campo de batalha. Sua esposa, Arsínoe, recolhe alguns mercenários e despoja-se de suas vestimentas reais e migra até Cassandreia, cidade onde seu marido havia sido adorado como deus, na esperança de mantê-la longe do domínio macedônio.

## Morte de Seleuco
Seleuco, ao final de sua vida, mantinha boa parte das conquistas de Alexandre, o Grande, exceto o Egito, e endereçava-se para tomar posse da Macedônia e Trácia. Ele planejava deixar Ásia para seu filho, Antíoco e ficar com o remanescente do reino macedônico nos seus limites antigos. Ele havia conseguido com dificuldade cruzar o Quersoneso Trácio quando foi assassinado por Ptolomeu Cerauno, perto de Lisimáquia (atual Grécia) em setembro de 281 a.C. Parecia certo que após conquistar a Macedônia e a Trácia, Seleuco haveria de tentar conquistar a Grécia. Ele foi também nominado cidadão honorário de Atenas.
Antíoco fundou o culto a seu pai. Um culto de personalidade formado pelos últimos membros da dinastia selêucida e Seleuco foi posteriormente adorado como um filho do deus Apolo. Uma inscrição encontrada em Ílio (atual Grécia) recomenda aos sacerdotes sacrificar para Apolo, o ancestral da família de Antíoco, endossando o mito de Seleuco I Nicátor.

## Referencias e leituras adicionais
- DE SILVA, Maria Fátima. Tradição clássica no auto de Camões: El Rei Seleuco. Revista Humanitas. Vol. 56. Lisboa: Faculdade de Letras da Universidade de Coimbra, Instituto de Estudos Clássicos. 2004. 484 p.
- HAZLITT, William. The Classical Gazetteer: A Dictionary of Ancient Geography, Sacred and profane. 1Ed. USA: Classic Reprint. 2015. 378 p.
- GRAINGER, John D. Seleukos Nikator: Constructing a Hellenistic Kingdom. New York: Routledge, 1990. 268 p.
- GRAINGER, John D (1997). A Seleukid Prosopography and Gazetteer.BRILL.
- A. B. BOSWORTH (2005). The Legacy of Alexander. USA: Oxford University Press. 2005.
- STROOTMAN, Rolf (2007). Enciclopaedia Iranica. 6 p.

- Waterfield, Robin (2011). Dividing the Spoils - The War for Alexander the Great’s Empire (hardback). Oxford: Oxford University Press. pp. 273 pages